# Turvey
Turvey è un paese di 1 192 abitanti della contea del Bedfordshire, in Inghilterra.

## Trasporti e comunicazioni
Turvey aveva una stazione ferroviaria che si trovava a circa un miglio ad est del centro del villaggio. Adesso è servita dalla linea di autobus X2 che va da Bedford a Northampton.

## Cultura

### Teatro
Il villaggio è sede di una società teatrale amatoriale, la Turvey Amateur Theatrical Society (TATS).

## Galleria d'immagini

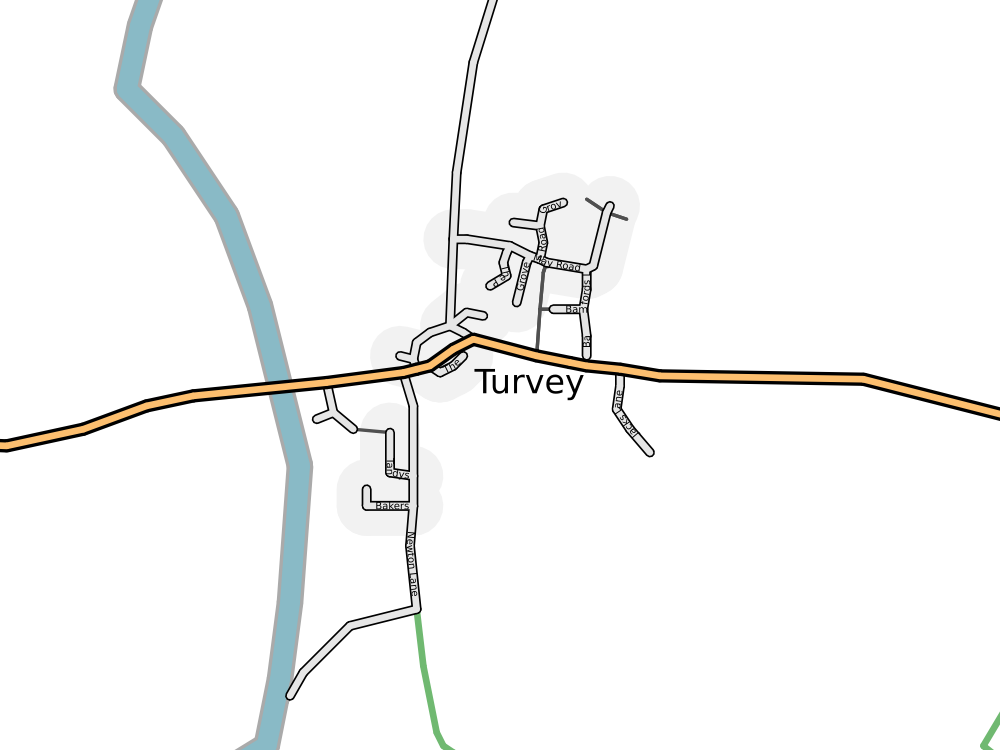
Mappa di Turvey
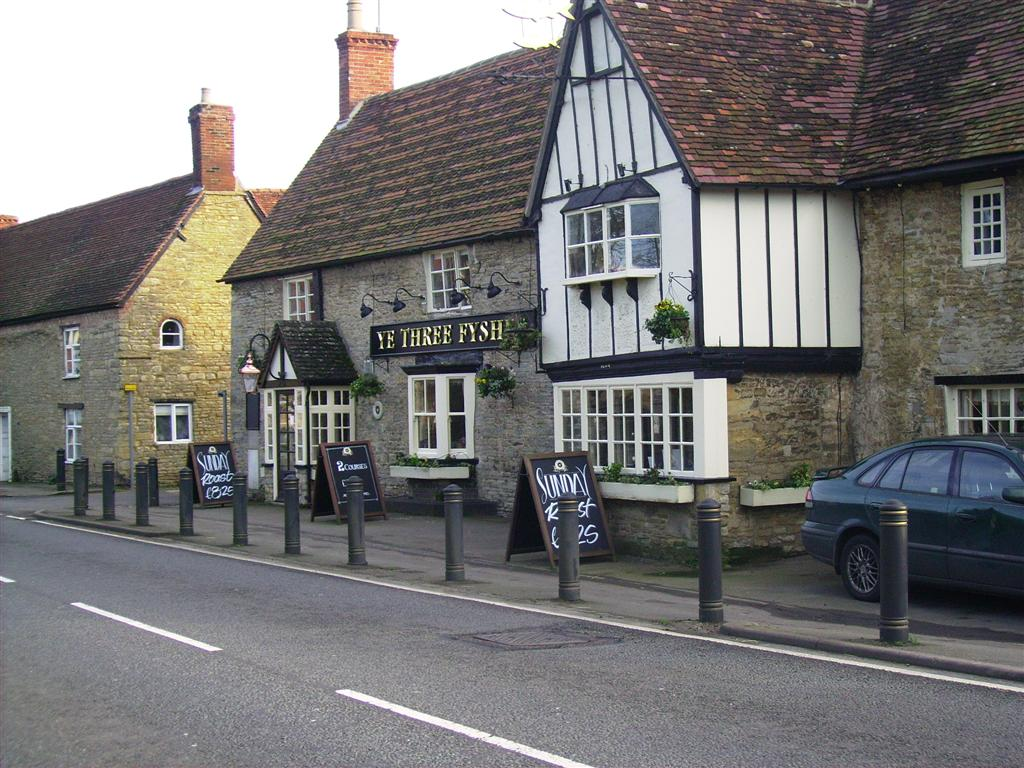
Pub The Three Fyshes
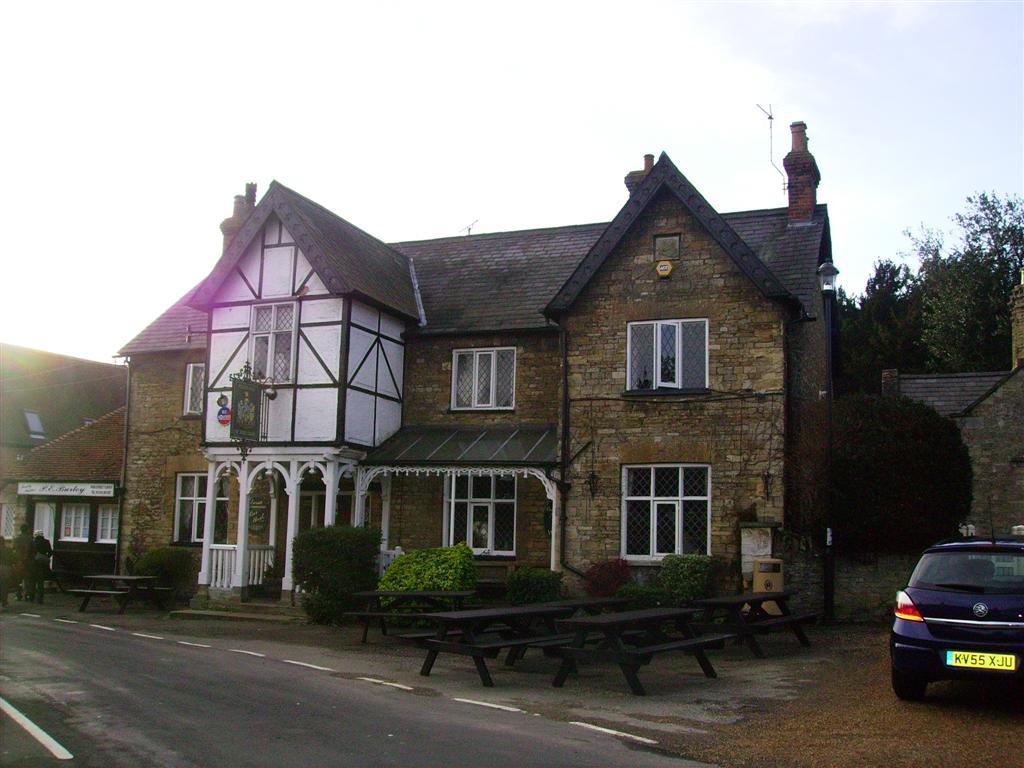
Pub The Three Cranes